# Regne Longobard

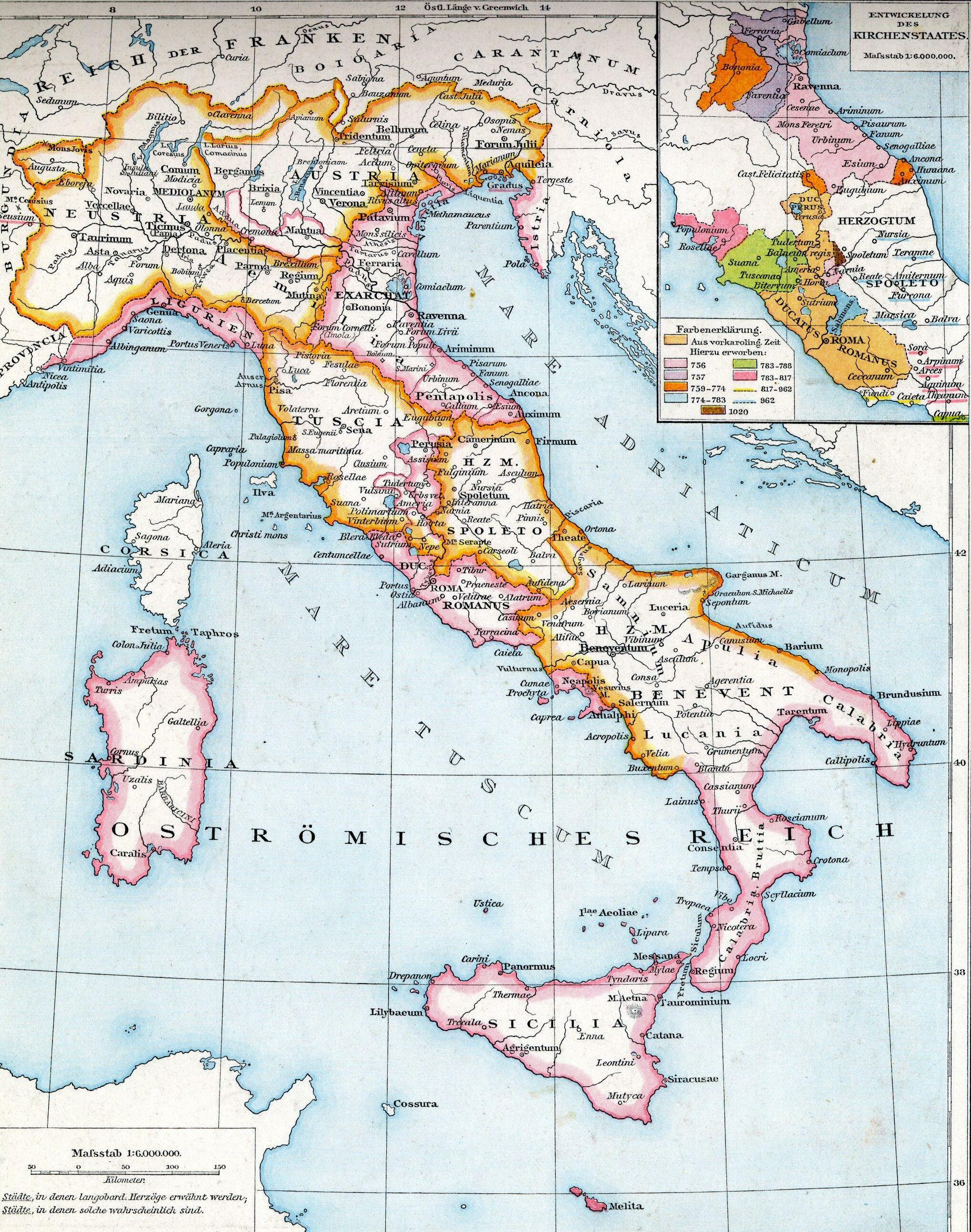
Possessions dels longobards a Itàlia:
Regne Longobard (Nèustria, Àustria i Túscia) i els ducats longobards d'Spoleto i Benevent.

El Regne Longobard — Regno longobardo o Regno dei Longobardi (italià) Regnum Langobardorum (llatí), Langbardland en antic germànic) va ser l'entitat estatal constituïda a la península Itàlica pels longobards entre els anys 568-569 (invasió d'Itàlia) i el 774 (caiguda del regne i entrada dels francs de Carlemany). va envair la capital a Pavia. El control efectiu dels sobirans de les dues grans zones que constituïen el regne, la Langobardia Maior al centre-nord (al seu torn repartida en una àrea occidental, o Nèustria, i una oriental, o Àustria) i la Langobardia Minor al centre-sud, no va ser constant al llarg del curs dels dos segles de durada del regne.

## Fundació del regne

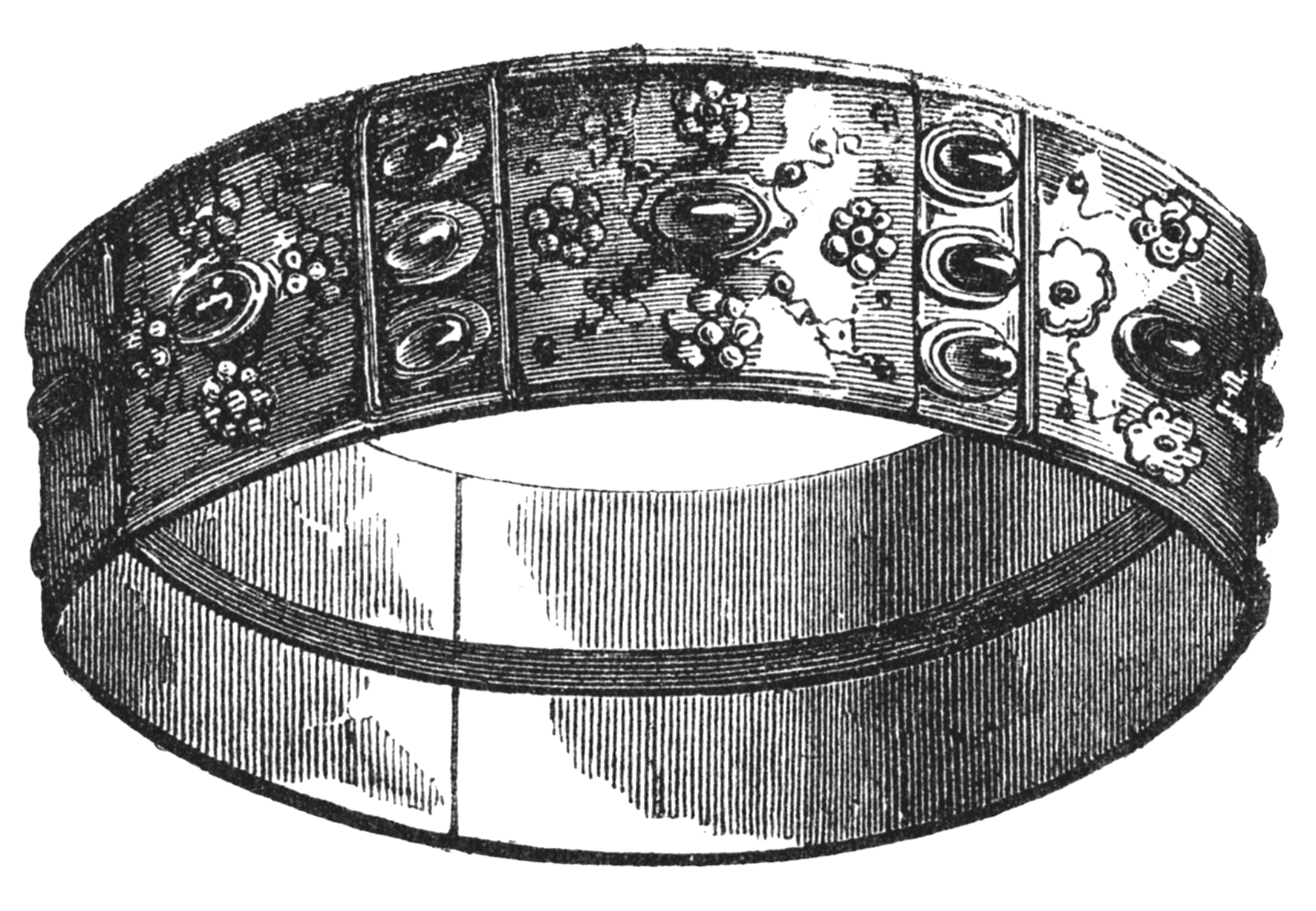
Corona fèrria

La irrupció dels longobards posà fi a l'efímera reconquesta romana de Justinià I i per primera vegada des de l'època romana trenca la unitat política de la península italiana que es va trobar dividida entre longobards i romans d'Orient.
Els nou vinguts es repartiren entre la Langobardia Maior (que dona el nom a l'actual regió de Llombardia) i la Langobardia Minor (els ducats de Spoleto i Benevent), mentre el territori sota control romà eren anomenats «Romània» (d'on prové el nom de l'actual regió de Romagna) i tenien com eix l'Exarcat de Ravenna.
El 572, després de la capitulació de Pavia i la seva conversió en capital del regne i residència principal dels seus sobirans. Alboino va caure víctima d'una conspiració organitzada a Verona per la seva esposa Rosmunda. L'aristocràcia longobarda no va avalar el regicidi.

## Monarquia arriana

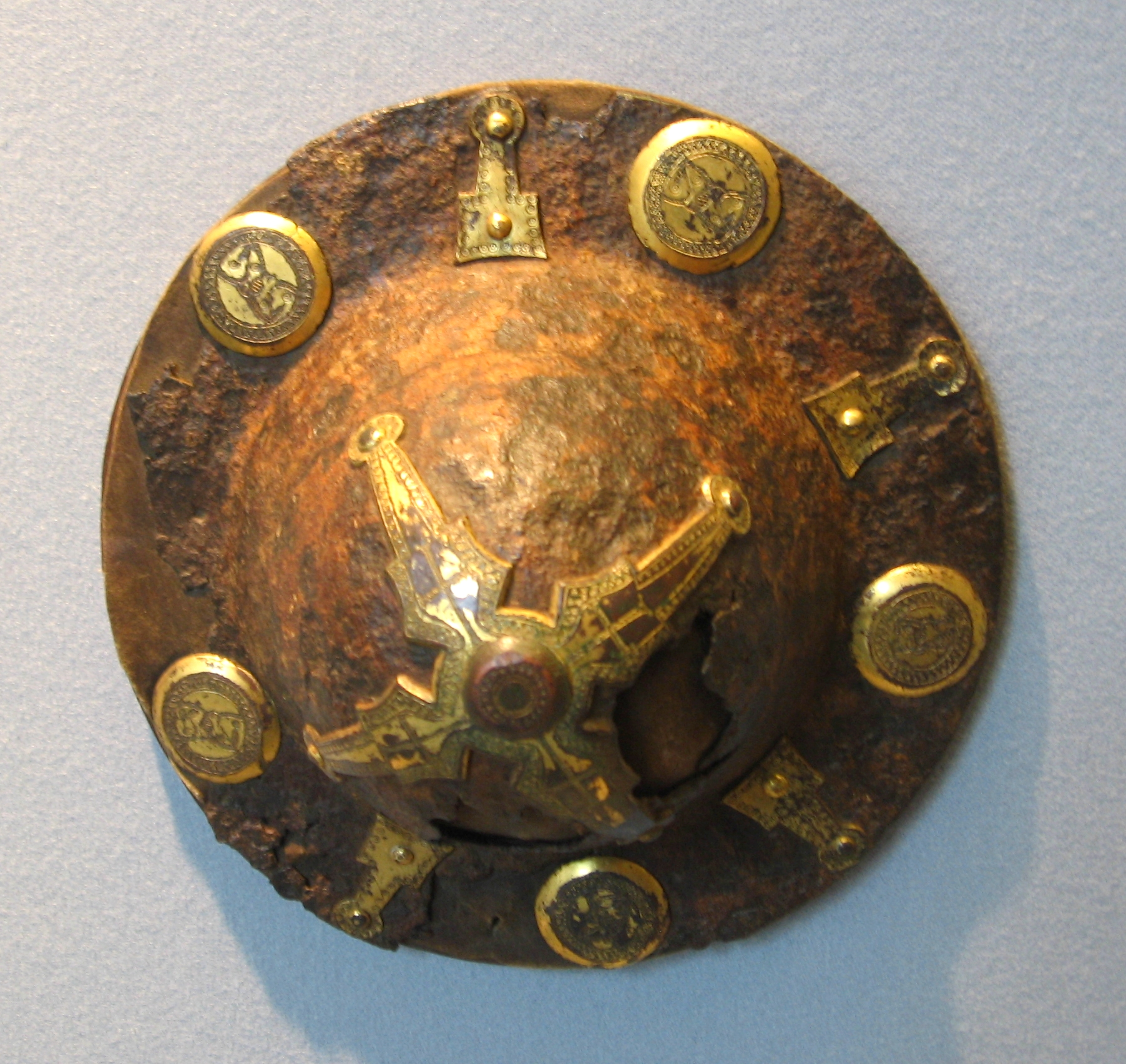
Escut llombard,

El successor de Alboí, Clefi, també va ser assassinat. Després de la seva mort hi a haver el «Govern dels Ducs» (574-584), un període sense rei de violència i desordres.
El 584, amenaçats per una invasió franca, els ducs elegiren com a rei al fill de Clefi, Autari. El 589, es va casar amb Teodolinda, filla de Garibald I de Baviera.
A la mort d'Autari li succeí Agilulf, duc de Torí, qui el 591, també es va casar amb Teodolinda, que abjurà de l'arrianisme i es va convertir al catolicisme, cos que va generar una divisió entre els llombards.
A la mort del rei Aripert I el 661, el regne va quedar dividit entre els seus dos fills Pertarit, que establí la capital a Milà i Godepert, que regnà des de Pavia. Pertarit va ser derrocat per Grimoald, fill de Gisulf, duc de Friuli i Benevent des de 647. Pertarito derrotà els francs. A la mort de Grimoald el 671 Pertarit tornà i va promoure la tolerància entre els arrians i els catòlics, però no va poder o derrotar els arrians liderats per Arachi, duc de Trento
Davant el fracàs del intents de repel·lir per les armes als longobards, el govern de l'emperador Maurici va donar vida a una nova estructura administrativa consistent en la militarització del territori i l'establiment de l'Exarcat de Ravenna.
A finals segle VII la província de la Venezia marittima del'Imperi Romà d'Orient per les pressions del Regne Longobard va quedar reduïda a la regió de la Llacuna de Venècia, protegida per la seva posició geogràfica específica i pel suport marítim de la poderosa flota bizantina. La distància de Bizanci i algunes disputes polítiques a causa de la Qüestió dels Tres Capítols van provocar inicialment el naixement de dues faccions a Venècia que lluitaven entre si, alineades amb els llombards o els bizantins i l'establiment del ducat de Venècia amb les ciutats de la Llacuna de Venècia, governada per un duc elegit pels seus pars de la classe dirigent de la ciutat. Segons la tradició l'any 697 Pauluci Anafest fou nomenat primer Dux de Venècia.

## Monarquia catòlica
Per la lluita iconoclasta, Liutprand aprofità l'oportunitat l'any 712, per apoderar-se de nombroses ciutats italianes sota el pretext d'ajudar al papa Gregori III. També ajudà a Carles Martell a fer enrere els àrabs. El rei Aistolf es va negar a les pretensions del Papa i s'hi va enfrontar. L'exèrcit franc, aliat del Papa, assetjà Pavia i aconseguí que els llombards lliuressin Narni. A la mort d'Aistolf el 756, Rachis intentà ser el rei dels llombards, però va ser deposat el mateix any.
El darrer rei llombard va ser Desideri d'Ístria, duc de Toscana que aconseguí prendre Ravenna definitivament, finalitzant d'aquesta manera a la presència de l'Imperi Romà d'Orient a l'Itàlia central. Desideri va decidir reobrir les lluites contra el papat, que estava donant suport als ducs de Spoleto i Benevent contra ell i entra a Roma l'any 772.
Quan el papa Adrià I va demanar ajuda al poderós rei Carlemany, Desideri va ser derrotat i es va produir el setge de Pavia. Desideri es va rendir el 774 i Carlemany, assumí el títol de «rei dels llombards». Carlemany va prendre una part del territori llombard per tal de crear els Estats papals, ratificant així la donació de Pipí a favor de l'església catòlica.